# José Eulogio Gárate
José Eulogio Gárate Ormaechea  (* 20. September 1944 in Sarandí, Argentinien) ist ein ehemaliger spanisch-argentinischer Fußballspieler.

## Karriere

### Verein
Gárate kam in Argentinien als Sohn baskischer Eltern zur Welt und wuchs in Eibar auf. Er begann seine Karriere beim SD Eibar und wechselte nach zwei Spielzeiten zu SD Indautxu, ehe er schließlich von Atlético Madrid entdeckt wurde. Hier war er neben Größen wie Luis Aragonés, Adelardo und Javier Irureta Teil der legendären Atlético-Mannschaft, die in den 1970ern dreimal die spanische Meisterschaft, zweimal die Copa del Rey und 1974 den Weltpokal gewann. Ferner erreichte das Team 1974 das Finale um den Europapokal der Landesmeister, welches jedoch gegen den FC Bayern München verloren ging.
Gárate verfügte über einen ausgezeichneten Torriecher und sicherte sich von 1969 bis 1971 dreimal hintereinander die Pichichi-Trophäe.

### Nationalmannschaft
Am 22. Oktober 1967 kam Gárate zu seinem ersten Einsatz in der spanischen Nationalmannschaft und steuerte sogleich ein Tor zum 2:1-Sieg über die Tschechoslowakei bei. Bis 1975 bestritt er insgesamt 18 Länderspiele. Da sich Spanien in diesem Zeitraum jedoch weder für eine Europameisterschaft noch für eine Weltmeisterschaft qualifizieren konnte, nahm er nie an einem großen Endrundenturnier teil.

## Gárates Nicht-Jubeln
In einem Streiflicht der Süddeutschen Zeitung vom 17. Juni 2019 wird Gárate als ein Spieler hervorgehoben, der nach einem Torerfolg nicht gejubelt hat. Weiter wird angeführt: „Über Gárate hat der Dichter Javier Marías geschrieben: ‚Er demütigte den Gegner nicht mit seiner Freude, er schien ihn vielmehr für den verursachten Ärger und den Verlust der Prämie um Verzeihung zu bitten.‘“

## Erfolge
- Spanischer Meister: 1970, 1973, 1977
- Spanischer Pokalsieger: 1972, 1976
- Weltpokalsieger: 1974
- Pichichi-Trophäe: 1969, 1970, 1971